# Angeborene Knieluxation
Die angeborene Knieluxation oder angeborene Kniegelenkluxation ist eine angeborene Luxations-Fehlstellung der Tibia zum Femur mit Überstreckung im Kniegelenk. Hinzu kommen eine Verkürzung der Oberschenkelstreckmuskulatur sowie häufig Dreh-, Valgusfehlstellungen und Fehlen der Kreuzbänder und Verlagerung der Kniescheibe nach außen.
Diese Luxation wurde erstmals 1822 von Chatelain beschrieben.
Die Häufigkeit dieser seltenen Erkrankung wird mit 1,5 auf 100.000 Neugeborene angegeben. Eine familiäre Häufung in einigen Fällen wurde beschrieben.

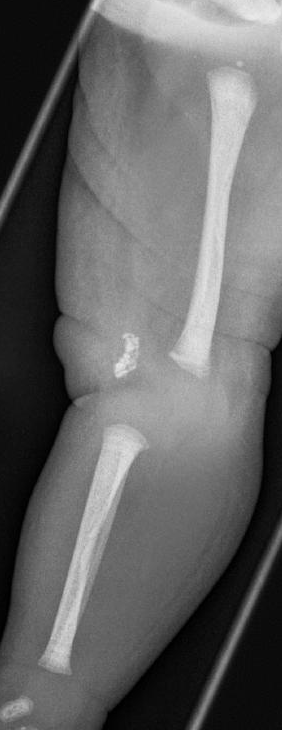
Röntgenaufnahme eines Neugeborenen mit angeborener Knieluxation und zusätzlich Zellweger-Syndrom mit stippchenförmigen Verkalkungen in der Patella

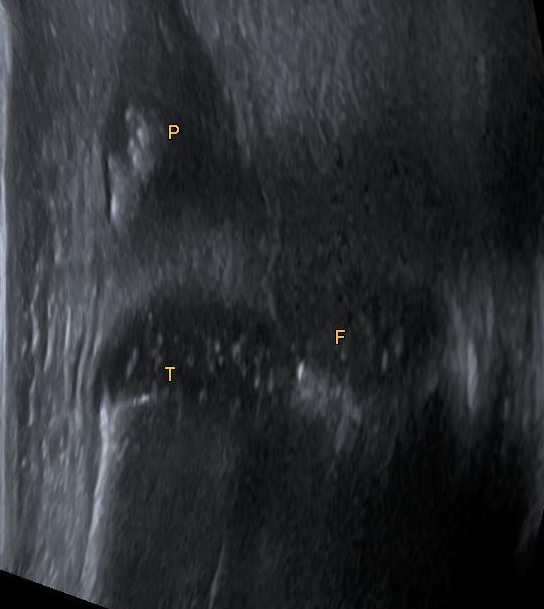
Sonogramm in vergleichbarer Bildorientierung, P = Patella, F = Femur-, T = Tibiaepiphyse

## Ätiologie
Die genaue Ursache dieser sporadisch auftretenden Fehlstellung ist nicht bekannt. Infrage kommen überstreckte Beinlage im Mutterleib, Fibrose des Musculus quadriceps femoris oder Fehlen der Kreuzbänder. Da die Muskelfibrose bei allen Patienten zu finden ist, wird hierin die wahrscheinliche Ursache gesehen.
Es besteht eine Assoziation mit:
- Arthrogryposis multiplex congenita
- Larsen-Syndrom
- kongenitale Hüftdysplasie
- Klumpfuß
- Spondyloepiphysäre Dysplasie
- Ehlers-Danlos-Syndrom
- Down-Syndrom
- Amniotisches-Band-Syndrom (Streeter’s Syndrom)
- Myelomeningozele
- Zellweger-Syndrom

## Diagnostik
Aufgrund der Fehlstellung ist die Erkrankung bereits bei der Geburt offensichtlich.
Ein Röntgenbild kann zusätzliche knöcherne Veränderungen dokumentieren, eine Ultraschall-Untersuchung auch die Stellung der noch nicht verknöcherten Patella anzeigen. Die differentialdiagnostische Abgrenzung zum Genu recurvatum (mit regelrecht aufeinander stehenden Gelenkflächen) kann sonographisch, der Nachweis der Kreuzbänder – sofern für die Behandlung erforderlich – kann mittels MRT oder auch sonographisch erfolgen.

## Behandlung
Die Behandlung sollte so bald als möglich an einem kinderorthopädischen Zentrum erfolgen mit Dehnungen des verkürzten Oberschenkelmuskels in Narkose und Redressionsgipsen.
Die Sonographie ist während des Repositionsversuches sowie zur Verlaufskontrolle gut geeignet.
Falls auf diese Weise keine Reposition erzielt werden kann, besteht die Möglichkeit einer operativen Quadricepsverlängerung.
Das Behandlungsergebnis hängt neben dem Ausmaß der erzielten Reposition von begleitenden Veränderungen am Kapselapparat, insbesondere von der Anlage der Kreuzbänder ab. In der Regel verbleibt eine eingeschränkte Beugefähigkeit auf 90°-100°.